# Малиспини, Рикордано
Рикордано Малиспини, или Герардино Маласпина (итал. Ricordáno Malispini, или Ricordano Malaspina, лат. Riccardaccius Malaspina; около 1220 — между 1281 и 1290) — итальянский хронист, предполагаемый автор «Флорентийской истории» (итал. Storia Fiorentina), или «Хроники Малиспиниана» (итал. Cronica malispiniana), один из летописцев Флорентийской республики.

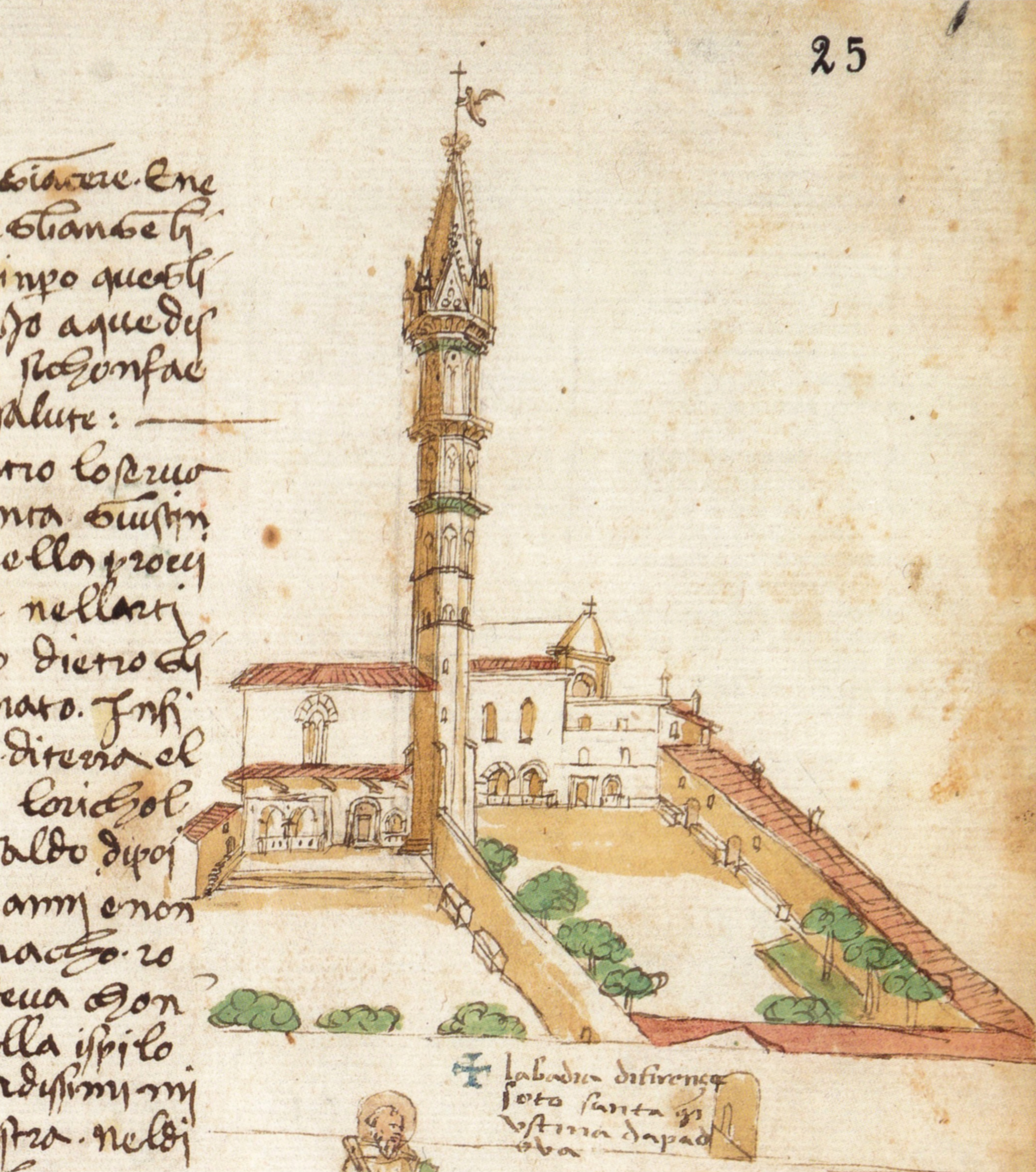
Аббатство Бадия Фиорентина, в котором работал с рукописями Рикордано Малиспини. Миниатюра Кодекса Рустичи (1425–1450)

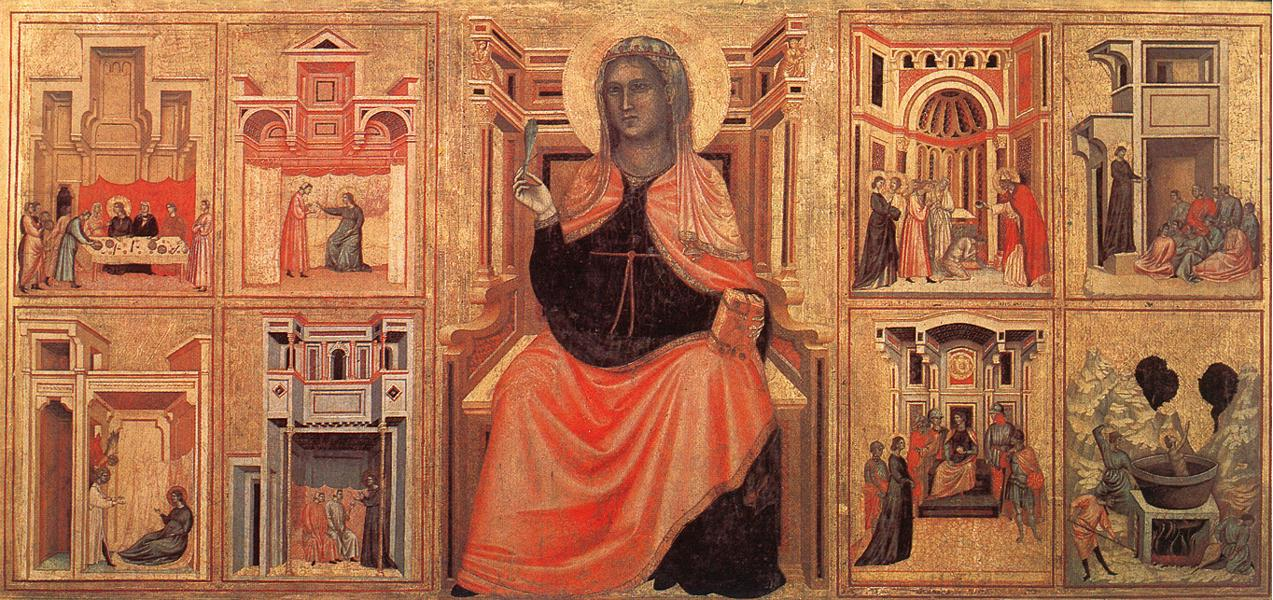
Фрагмент росписи алтаря церкви Санта Чечилия, снесённой в 1783 году. Уффици, Флоренция (1304)

## Биография
Биографические сведения о Рикордано скудны и могут быть извлечены в основном из его собственной хроники. Вероятно, он родился около 1220 года во Флоренции и по отцовской линии происходил из родовитого семейства гвельфов, издавна проживавшего в приходе церкви Санта Чечилия у площади Синьории, напротив дома Орманни (Форабоски), находившихся с ним в родстве по материнской линии. Согласно утверждению летописца, его предки по женской линии происходили из древнего римского рода Капочча и ещё в древности выехали из Вечного города во Флоренцию (гл. XL). 
Около 1240 года Рикордано вступил в брак с дочерью мессера Бонагуиза де Бонагуизи, по материнской линии являвшейся родственницей Бисмидини, и имел от неё дочь, вышедшую замуж за Арриго дельи Орманни. После победы 4 сентября 1260 года гибеллинов над гвельфами в битве при Монтаперти, он покинул Флоренцию, отправившись в Рим. В документе 1269 года, содержащем оценку ущерба, нанесённого в 1260 году гибеллинами гвельфам, Малиспини фигурируют в списке семей последних, вынужденных покинуть свою родину. 
В Риме Рикордано, по его собственным словам, отыскал свою дальнюю родню, в частности, Фьорелло ди Лиелло дельи Капоччи, от которого получил и скопировал документы, подтверждавшие древность его собственной фамилии, а также рукописи сочинений по истории Флоренции, якобы составленных «знаменитым мужем Марко Капоччи» ещё во времена разрушения римлянами Фьезоле (в действительности завоёванного в 1125 году самими флорентийцами), а при Карле Великом продолженных потомком последнего Африко Капоччи (гл. XLI—XLII). В другой автобиографической вставке в свою хронику Рикордано сообщает, что по возвращении около 1267 года во Флоренцию он дополнительно изучал исторические документы, найденные им в местном бенедиктинском аббатстве Бадия Фиорентина (гл. CCXXXI). 
По видимому, тогда же он и приступил к своему историческому труду, оставив его после 1282 года вследствие своей смерти, болезни или дряхлости. Точная дата кончины его не установлена, ясно лишь, что произошла она не позже 1290 года.

## Сочинение
Приписываемая Рикордано «Флорентийская история» (итал. Storia Fiorentina), или «Хроника Малиспиниана» (итал. Cronica malispiniana), была составлена на тосканском диалекте староитальянского языка, со значительными вкраплениями на латыни, и охватывала события начиная с сотворения мира, доводя их до описания «Сицилийской вечерни» (1282), но затем продолжена была его племянником (или внуком) Джакотто до 1286 года, понтификата папы Гонория IV. Подразделяясь на 248 небольших глав, она сильно отличается по своей структуре от современных ей сочинений Дино Компаньи или Джованни Виллани, поскольку большую её часть занимает не столько история самой Флоренции, сколько история её знатных фамилий. Некоторые её главы носят собственные названия: «О том как во Флоренции началась борьба между Уберто и консулами», «О флорентийском и пизанском посольстве в Рим», «Как флорентийцы перебрались в Пизу», «О двух старинных военных обычаях флорентийцев» и т. п.
Хронику открывают несколько глав легендарного содержания, составляющие примерно пятую часть её текста и повествующие о разделении мира на три части, об основании древних Фезул (совр. Фьезоле), о Троянской войне и прибытии в Италию троянцев во главе с Энеем вплоть до основания Рима (753 год до н. э.). После красочного рассказа о заговоре Катилины (63 год до н. э.), который заканчивается разрушением Фезул как убежища его последователей, описывается основание Юлием Цезарем Флоренции (59 год до н. э.). Дальнейшая хронология истории последней у Малиспини симметрична: разрушенная через 500 лет после своего основания гуннами Аттилы, которого хронист путает с королём остготов Тотилой (541—552), после чего происходит временное возрождение Фезул, она восстанавливается римлянами-христианами, а ещё спустя 500 лет её жители завоевывают и разрушают город-соперник. 
Зарождение флорентийской знати Рикордано связывает с одним из её первопоселенцев Уберто Цезарио, легендарным сыном Катилины из Фезул, от которого пошёл род Уберти. Его сподвижник Аттиланте, по словам хрониста, дал начало его собственной материнской родне Орманни, или Форабоски. Породнившийся с Уберто другой знатный род Ламберти он выводит от «древнего царя из Трои», сообщая затем о знатном римском семействе Фиджованни, поселившемся во Флоренции после разорения её в V в. н. э. Аттилой и давшем начало родам Фигвинельди, Фиридольфи, Феррантини и Каттани да Барберино. Рассказав о другом римском патриции Сесто (Сексте), ставшем предком семейств Инфангати, или Манджанори, он выделяет ещё несколько знатных родов, включая Филиппи, Альбериги и Арригуччи и пр. Подробное описание Рикордано происхождения благородных предков флорентийцев от Уберто Цезарио не имеет аналогов в средневековых источниках, а потому вызывает сомнения у современных исследователей. Особо отмечаются Рикордано флорентийские нобили, посвящённые в рыцари сначала Карлом Великим (768—814), а затем императорами Оттоном III (983—1002), Генрихом I (1002—1024) и Конрадом II (1024—1039). Большая глава LII специально посвящена знатным родам Флоренции, с подробными указаниями их мест обитания в городе. В отличие от «Истории Флоренции» Виллани (1348), упоминающей всего 55 старинных флорентийских фамилий и отмечающей упадок многих из них, хроника Рикордано перечисляет не менее 90, всячески подчёркивая не только их древность, но и могущество. Вместе с тем, Малиспини не забывает напомнить и о некоторых потерявших свой статус знатных родах, владения которых в контадо были конфискованы городской коммуной, а замки разрушены.
Последние 150 глав хроники Малиспини излагают примерно те же события, о которых рассказывает в своём сочинении Виллани, разве что в более сжатой форме. Особенный интерес вызывают описания им внутригородских распрей, например, восстание «старого народа» против гвельфов и сторонников Фридриха Антиохийского (1250), стихийной народной расправы над заговорщиками Уберти (1258), изгнания гвельфов после битве при Монтаперти (1260), гибеллинов после битвы при Беневенто (1266), а также некоторых внешнеполитических дел, в частности, третьего (1189—1192) и пятого крестовых походов (1217—1221), в которых отличились многие флорентийцы, в том числе его предок Бонагвиза де Бонагвизи. В то же время, сообщения об этом отчасти носят легендарный характер, к примеру, взятие Дамьетты хронист относит к событиям конца XII века, а не 1219 года, как это было в действительности.
Возможными источниками для хроники Малиспини послужили «Первые Флорентийские анналы» (лат. Annales Florentini primi, 1110—1173), «Вторые Флорентийские анналы» (лат. Annales Florentini secundi, 1107—1247), «Деяния флорентийцев» (лат. Gesta Florentinorum) Сандзаноме ди Манджатройя (1235—1245), анонимная «Хроника происхождения города Флоренции» (лат. Chronica de origine civitatis Florentie), или «Фьезоланская книга» (лат. Libro Fiesolano) 1231 года, а также, что менее вероятно, гипотетические хроники и документы, полученные автором в Риме и во флорентийском аббатстве Бадия, где издавна существовал скрипторий и велось собственное летописание. Анализ текста сочинения Малиспини выдаёт некоторую эрудицию автора, знакомого с античными классиками, в частности, поэзией Вергилия, Горация, «Пуникой» Силия Италика и «Фиваидой» Стация.

## Рукописи и издания
Оригинал «Флорентийской истории» Малиспини не сохранился, и все тринадцать известных её рукописей датируются XV—XVI веками. Старейший неполный манускрипт из Библиотеки Лауренциана во Флоренции (MS Ashb.510), поступивший туда из коллекции графа Эшбернхэма и содержащий также текст хроники Виллани, может быть датирован 1391—1410 годами. Несколько более поздняя, но полная рукопись была найдена в XVII столетии библиотекарем великого герцога Тосканы Козимо III Медичи Антонио Мальябеки, личное собрание которого в 1861 году поступило в Национальную центральную библиотеку Флоренции (MS 2.4.27). Остальные манускрипты хранятся в Национальной центральной библиотеке Рима, Ватиканской апостольской библиотеке и др.
Впервые хроника Малиспини была напечатана в 1568 году флорентийскими издателями Филиппо и Джакопо Джунти под заглавием «Древняя история Рикордано Малиспини» (итал. Historia Antica di Ricordano Malespini), с посвящением герцогу Тосканскому Козимо I Медичи, и в 1598 году там же переиздана. В 1718 году она была выпущена во Флоренции вместе с «Записками» Джованни да Погло Морелли (1421), а в 1726 году издана в Милане церковным историком Лудовико Антонио Муратори, включившим её в VIII том выпускавшегося им продолжающегося издания «Историописатели Италии» (лат. Rerum Italicarum Scriptores). 
Заново отредактированное издание «Хроники Малиспиниана» было подготовлено в 1816 году во Флоренции смотрителем библиотеки Мальябеки Винченцо Фоллини, сопроводившим его обстоятельным авторским предисловием с подробным изложением обстоятельств создания этого сочинения, историей его текста и описанием рукописей. Комментированное научное издание хроники в трёх томах вышло в свет в 1830 году в Ливорно под редакцией местного историка и издателя Антонио Бенчи. В 1867 году хроника выпущена была в Болонье под редакцией профессора местного университета Кресчентино Джаннини, а в 1876 году переиздана в Милане Франческо Костеро вместе с хроникой Дино Компаньи.

## Проблема авторства
Имя Рикордано не упоминается в документах его эпохи, более того, как установил ещё в начале XIX вышеназванный издатель его хроники Фоллини, оно вообще не встречается в генеалогиях рода Малиспини и, скорее всего, является трансформацией распространённого имени «Риккардо» (итал. Riccardo), «Герардино» (итал. Gherardino) или «Гуардино» (итал. Guardino). Человек с таким именем действительно жил во Флоренции, где упоминается в документах под 1278 годом, и имел родного брата по имени Чеффо (уменьш. от Франческо), сына которого звали Джакотто, Последний, как считал Фоллини, и закончил в начале XIV века хронику, начатую дядей, а уже после её использовал в своей «Новой хронике» Джованни Виллани. Имя Джакотто упоминается в ономастике семьи Малиспини значительно чаще; человек с таким именем действительно упоминается во флорентийских документах под 1275 годом, но как сын Тедальдо, а не Франческо. В другом документе под 1290 годом упоминается «Джованни, единственный сын Джакотто Маласпина» (лат. Iohannis filii quondam Giachotti Malaspina), погибший в 1315 году в битве при Монтекатини и похороненный на кладбище в Пизе. На основании этого можно было полагать, что Джакотто, сообщающий в главе CCXXXI хроники о продолжении труда своего дяди, в это время был ещё жив. В приводимом Фоллини генеалогическом древе Малиспини датой смерти Джакотто указывается 1348 год, а датой смерти его сына Джованни — 1344-й.
Ещё во второй половине XVI века появилось исходящее из вышеназванных обстоятельств предположение о вторичности «Хроники Малиспиниана», якобы составленной лишь во второй половине XIV столетия на основе сочинения Виллани, возможно, с целью прославления рода Бонагуизи. Впервые оно обосновано было в 1874 году немецким историком-медиевистом, профессором Берлинского университета Паулем Шеффером-Бойхорстом. По его мнению, составление хроники в реальности было приурочено к женитьбе Аверардо Медичи на женщине из семьи Бонагуизи, якобы состоявшейся в 1370 году. Однако реального Аверардо III де Медичи (1320—1363), действительно женатого первым браком на Джованне ди Лотто Каваллини де Бонагуизи, а вторым на Джакопе Спини, к этому времени уже не было в живых.
Выводы Шеффера-Бойхорста были поддержаны итальянским историком-архивистом Витторио Лами, не считавшим, однако, сочинение Малиспини простой компиляцией, особенно в автобиографической части, но встретили аргументированные возражения со стороны Никколо Каппони и Паскуале Паоли, а в первой четверти XX века — со стороны Энрико Сикарди и Рафаэлло Моргена. Последний справедливо указывал, что Данте Алигьери именно у Малиспини заимствовал ряд исторических подробностей, касающихся, в частности, похорон Манфреда Сицилийского (1266), побед кондотьера Гвидо да Монтефельтро, или пленения и смерти видного гибеллина Буозо да Дуэра (1282), которые отсутствуют в истории Виллани. Однако его аргументы подвергнуты были сомнению профессором филологии Флорентийского университета Микеле Барби.
В начале 2000-х годов американским историком, исследователем жизни и творчества Данте из Тулейнского университета (Новый Орлеан) Чарльзом Тиллом Дэвисом, частично разделявшим мнение Шеффера-Бойхорста, выдвинута была новая гипотеза о взаимосвязи между двумя хрониками. Допуская в принципе возможность создания хроники племянником или внуком Рикордано (Герардино) — Джакотто, он предположил существование некого анонимного компендиума, составленного около 1336 года во Флоренции и послужившего источником как для «Истории Флоренции» Виллани, так и для «Хроники Малиспиниана». Аргументы Дэвиса признаёт убедительными сотрудник Института итальянской энциклопедии Лаура Мастродди, но подвергают некоторому сомнению профессор истории Миланского университета Анна Бенвенути и исследователь творчества Виллани Франка Рагоне. Вопрос об авторстве Рикордано и времени создания его хроники остаётся открытым по сей день.

## Публикации
- Historia Antica di Ricordano Malespini gentil'huomo fiorentino. Dall'edificazione di Fiorenza per insino all'anno MCCLXXXI. Con l'aggiunta di Giachetto suo nipote dal detto anno per insino al 1286. Nouamente posta in luce. — Firenze: Giunti, 1568. — xiv, 190 p.
- Istoria Fiorentina. Coll'aggiunta di Giachetto Malespini e la Cronica di Giovanni Morelli. — Firenze: Gaetano Tartini e Santi Franchi, 1718. — xxxxviii, 378 p.
- Historia Florentina auctore Ricordano Malespini patritio Florentino ab ea urbe condita ad annum usque MCCLXXXI, italice scripta, cum continuatione Jachetti ex Francisco fratre eius nepotis protracta ad annum usque MCCLXXXVI // Rerum Italicarum Scriptores. Raccolta di fonti, ideata da Ludovico Antonio Muratori. — Tomus VIII. — Mediolani: Typographia Societatis Palatinae in Regia Curia, 1726. — coll. 881-1046.
- Storia Fiorentina di Ricordano Malispini col seguito di Giacotto Malispini, dalla edificazione di Firenze sino all'anno 1286, ridotta a miglior lezione e con annotazioni illustrata da Vincenzio Follini. — Firenze: Gaspero Ricci, 1816. — xlviii, 459, [5] p.
- Storia Fiorentina di Ricordano Malispini dall'edificazione di Firenze fino al 1282. Seguitata poi da Giacotto Malispini fino al 1286, a cura di Antonio Benci, 3 vol. — Livorno: Glauco Masi, 1830. — (Scelta biblioteca di storici italiani).
- Istoria di Ricordano Malispini, gentiluomo fiorentino, dalla edificazione di Fiorenza per insino all'anno 1281; con l'aggiunta di Giachetto suo nipote dal detto anno per insino al 1286, riscontrata colle prime edizioni e pubblicata per cura di Crescentino Giannini. — Bologna: Gaetano Romagnoli, 1867. — xi, 335 p. — (Nuova Biblioteca economica d'opere classiche antiche e moderne, 1).
- Storia Fiorentina di Ricordano e Giacotto Malispini. Cronica Fiorentina: delle cose occorenti ne' tempi suoi di Dino Compagni; con prefazione e note di Francésco Costero. — Milano: Edoardo Sonzogno, 1876. — 327 p. — (Biblioteca classica economica, 37).